# Лубенский 8-й гусарский полк

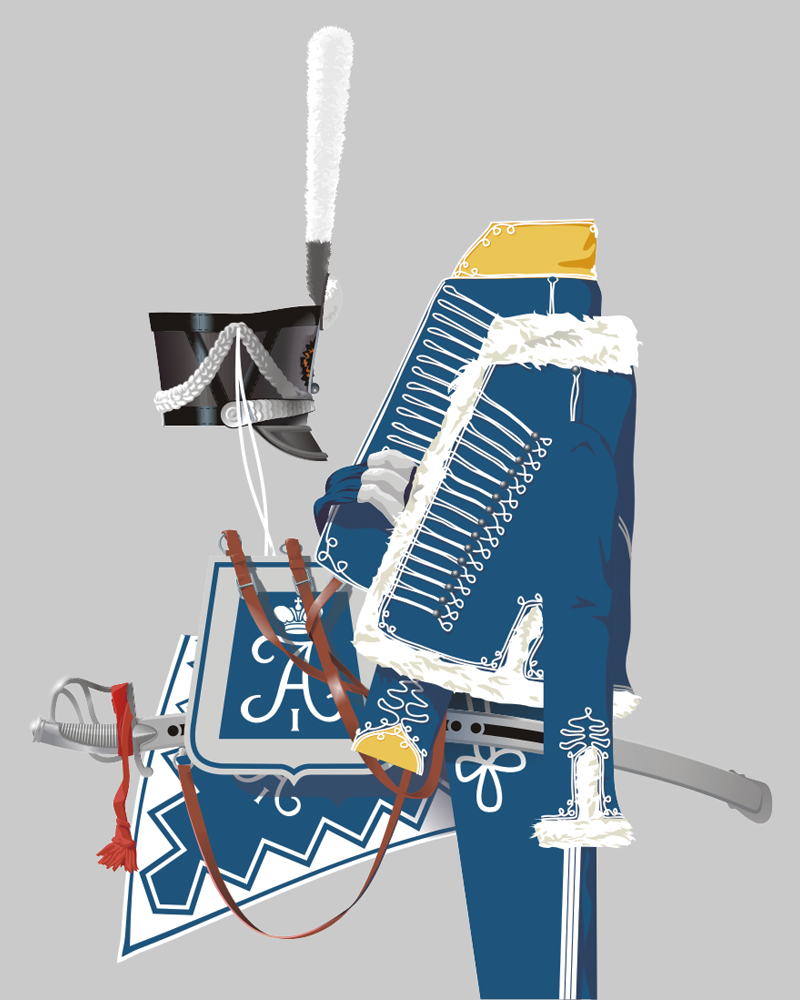
Полная униформа рядового Лубенского гусарского полка образца 1812 года: доломан, ментик, шарф, чакчиры, кивер, вальтрап, ташка и сабля

8-й гуса́рский Лубе́нский полк — кавалерийская часть Русской императорской армии.

## История полка
Сформирован 14 марта 1807 года в составе двух пятиэскадронных батальонов и запасного эскадрона, под названием Лубенский гусарский полк. Формировал полк назначенный его шефом генерал-майор А. П. Мелиссино.

Греки, сербы, молдаване, немцы, французы, поляки, цыгане, крещеные евреи и даже несколько негров; отставные чиновники, семинаристы, купцы, мещане, дворяне, крестьяне, священнослужители — все это мешалось вместе и являлось в полк подготовленное вовсе не к трудам и лишениям воинской службы.— Бурский И. Д. История 8-го гусарского Лубенского полка
Во время Отечественной войны 1812 года лубенцы входили в состав 3-й резервной армии и находились в отряде генерала Мелиссино, действовавшем с 1 июля по 21 сентября против французского VII корпуса генерала Ренье, и отбили одно орудие — первый трофей войны 1812 года. С 3 по 12 октября полк находился в Варшавском герцогстве и, состоя в авангарде барона Сакена, участвовал в боях у Горностаевичей и Волковыска. 3 января 1813 года полк был переформирован в 6 действующих и 1 запасной эскадроны.
После Люценского сражения лубенцы были назначены в арьергард и, прикрывая с 21 по 27 апреля отступление нашей армии к Дрездену, доблестно участвовали в боях у Вальгейма, Версдорфа, Носсена и Бишофсверде. В Бауценском сражении полк, находясь на левом фланге, блистательно атаковал французов и обеспечил Милорадовичу отступление. 14 августа 1813 года, под Дрезденом, Лубенский полк геройски атаковал гвардейскую пехоту и, потеряв убитым своего храброго шефа Мелиссино, смял неприятельское каре. За блестящее участие в войне 1813 года полку были пожалованы знаки на кивера с надписью «За отличие». Перейдя Рейн, Лубенцы участвовали в сражениях при Бар-сюр-Обе, у Лобресель, при Фер-Шампенуазе и Париже.
Полковая гусарская униформа в 1812 году имела следующую расцветку: Доломан синий, ментик синий, воротник и обшлага доломана желтые. Мех ментика офицеров — серый мерлушковый, унтер-офицеров — чёрный, солдат — белый. Пояс-кушак синий. Чакчиры синие. Ташка синяя с белой отделкой. Вальтрап синий с белой отделкой . Приборный металл — серебро.
В 1831 году Лубенский полк принял участие в усмирении польского мятежа и находился в делах при с. Бялоленке, Грохове и при штурме Варшавы. 21 марта 1833 года Лубенский полк был приведён в состав 8 действующих и 1 запасного эскадронов. 28 мая 1838 года Эрнст Август I, король Ганновера был назначен шефом, и полк был назван его именем Гусарский Его Величества Короля Ганноверского полк (Выс. пр.).

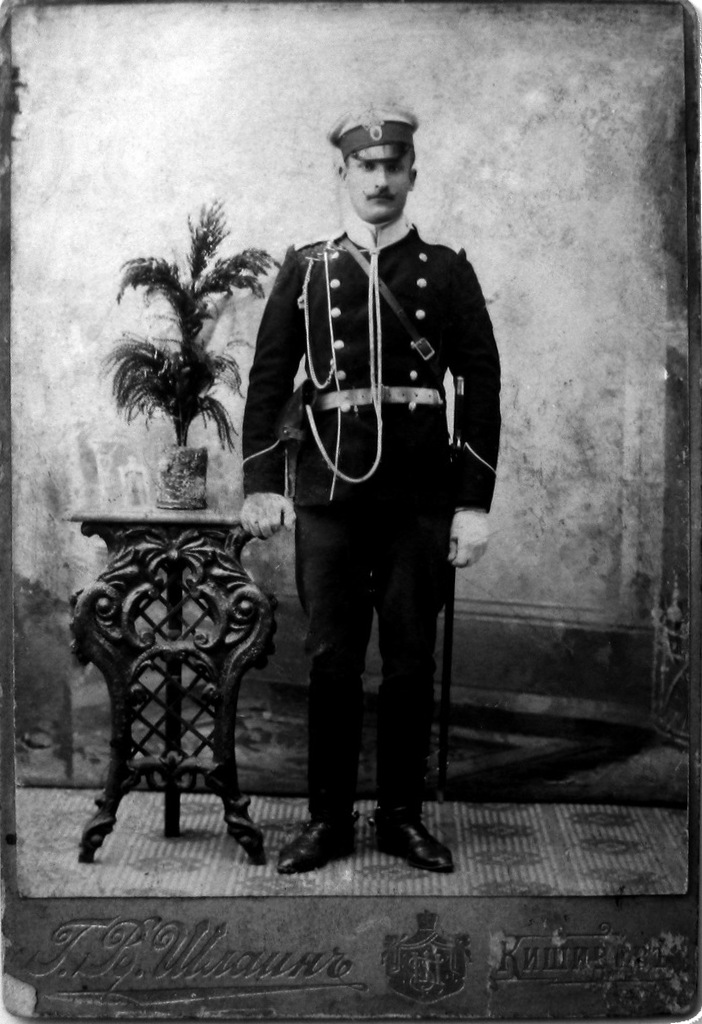
Солдат 8-го гусарского Лубенского полка Матвиенко Сергей Кузьмич. Кишинёв, 12 октября 1906 г.

В 1849 году Лубенский полк принял участие в усмирении Венгерского мятежа и находился в бою у Тура и в сражении при Дебрецене. За Венгерский поход император Николай I пожаловал всем чинам полка серебряные медали на Андреевской ленте, а император австрийский — 40 австрийских медалей с тем, чтобы они всегда оставались в полку и носились наиболее достойными нижними чинами. 11 ноября 1856 года, по случаю смерти шефа, полк назван Лубенским гусарским. 15 сентября 1853 года эрцгерцог австрийский Карл-Людвиг был назначен шефом, и полку присвоено его имя. 18 сентября 1856 года полку повелено иметь 4 действующих и 2 резервных эскадрона. 25 марта 1864 года к названию полка присоединен № 8.

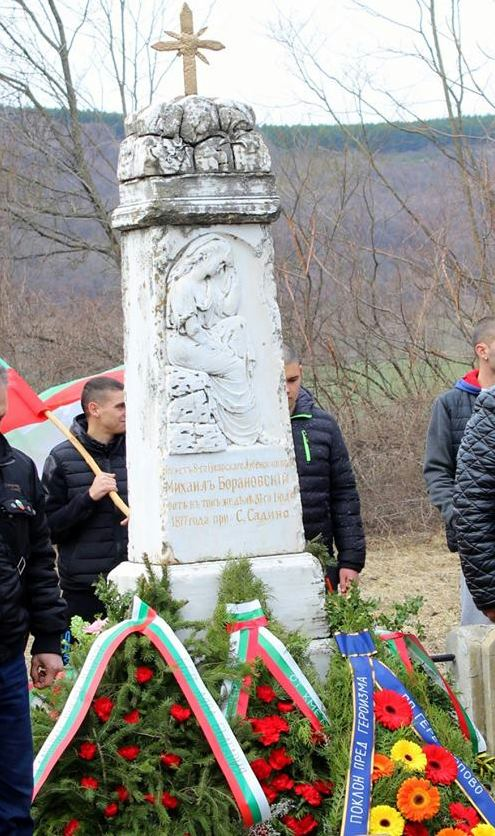
Садина, Болгария.
Братская могила погибшим русским солдатам 31 июля 1877 г.

Во время русско-турецкой войны 1877—1878 годов Лубенский полк входил в состав Рущукского отряда Цесаревича и доблестно участвовал в делах при Маиркиой, Хайдаркиой, Карахасанкиой и Кацелево. 4 января 1878 года, после расформирования Рущукского отряда, Лубенский полк был откомандирован к своему корпусу и перешёл через Балканы. За доблестную службу в Рущукском отряде полку были пожалованы 21 июля 1878 года Георгиевские штандарты с надписью: «За отличие в Турецкую войну в 1877 и 1878 гг.».
18 августа 1882 года, при общем переформировании кавалерии, Лубенский полк был переименован в драгунский и назван 24-й драгунский Лубенский Его Императорского Высочества эрцгерцога Карла-Людвига полк; 11 августа 1883 года полк был приведён в состав 6 эскадронов. 21 мая 1896 года, по случаю смерти шефа, полк был наименован как 24-й драгунский Лубенский полк; 16 сентября 1896 года из полка был выделен эскадрон на сформирование 52-го драгунского Нежинского полка.
15 апреля 1897 года эрцгерцог австрийский Оттон был назначен шефом, и полку присвоено его имя. 30 октября 1906 года, по случаю кончины шефа, полк снова назван 24-м драгунским Лубенским полком. 14 марта 1907 года, в день столетнего юбилея, полку пожалован новый штандарт с дополнительной надписью «1807—1907» и Александровской юбилейной лентой. 6 декабря 1907 года, при установлении гусарских и уланских полков, Лубенский полк назван гусарским с переменою № 8.
В 1917 году был украинизирован и 21 декабря 1917 года приказом по Украинскому генеральному штабу переименован во 2-й Лубенский конно-казачий имени Сагайдачного полк войск Центральной рады (согласно приказу Русским войскам Румынского фронта от 27 декабря 1917 года № 1287 — в Лубенский гусарский украинский полк, «впредь до общей реорганизации армии»). 3 июня 1918 года, после вывода с румынского фронта в Киев, переименован в Лубенский Сердюцкий конно-казачий полк Сердюцкой дивизии гетмана Павла Скоропадского. В сентябре — октябре 1919 года полк перешел к белым и поступил под командование командира 3-го армейского корпуса генерала Слащова, который сразу же бросил их против Махно.
10 октября 1919 года приказом войскам Новороссийской области за № 96 в состав ВСЮР и войск Новороссийской области с 1 октября включён Гусарский полк «сформированный из кадров бывшего 8 Гусарского Лубенского полка», наименованный Лубенским гусарским полком, состоящим из четырёх строевых и запасного эскадронов и команд — пулемётной, связи и трубаческой, насчитывающими 500 чел. Командиром полка был назначен полковник А. А. Иеропес. 11 ноября 1919 года полк был включен в Отдельную кавалерийскую бригаду. В дальнейшем полк, вероятно, участвовал в Бредовском походе. В начале 1920 года запасной эскадрон полка влился в бригаду генерала Ю. К. Сахно-Устимовича, оборонявшей Перекопский вал.

## Форма 1914 года
Общегусарская. Доломан,тулья,клапан - пальто,шинели - тёмно-синий, шлык,околыш,погоны,варварки,выпушка - жёлтый, металлический прибор - серебряный.

### Флюгер
Цвета: Верх - жёлтый, полоса - белый, низ - тёмно-синий.

## Знаки отличия
1. Георгиевский штандарт с надписью: «За отличие в Турецкую войну в 1877 и 1878 гг.» и «1807—1907», с Александровской юбилейной лентой.
2. Знаки на головные уборы с надписью «За отличие», в память отличий в кампании 1812, 1813 и 1814 годов, в особенности в сражении под Лейпцигом 2 октября 1813 года.
3. Андреевская лента, пожалованная полку Наследником Цесаревичем Александром Николаевичем со своего плеча в Дармштадте в 1843 году и хранящаяся в полковой церкви.
4. Австрийские медали в память усмирения Венгрии и Трансильвании в 1848—1849 годах, для ношения вахмистрами и унтер-офицерами полка.

## Места дислокации
В 1820 году — Дорогобуж Смоленской губернии. Полк в составе 1-й гусарской дивизии (командир — генерал-майор Безобразов 1-й).

## Командиры полка

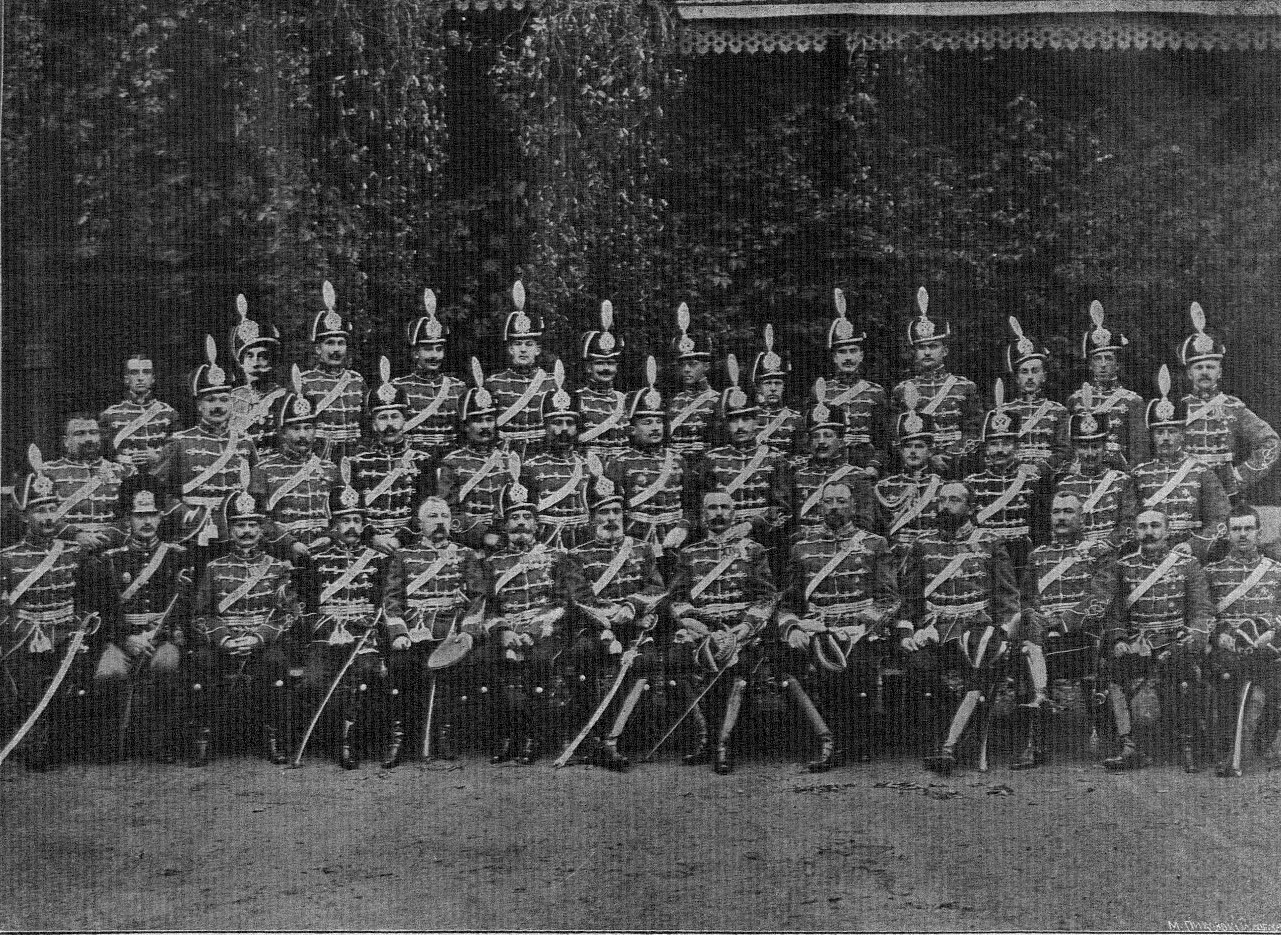
Группа офицеров полка, около 1912 года

- 07.09.1808 — 19.02.1810 — полковник Максимович-Васильковский, Иосиф Акимович
- 19.02.1810 — хх.11.1812 — подполковник Депрерадович, Родион Иванович
- хх.11.1812 — хх.08.1813 — полковник Давыдов, Александр Львович
- хх.08.1813 — хх.10.1813 — командующий подполковник (с 02.10.1813 полковник) Давыдов, Пётр Львович
- хх.10.1813 — 17.06.1815 — подполковник Гас
- 17.06.1815 — 05.01.1817 — полковник Шибаев, Сергей Семёнович
- 05.01.1817 — 19.03.1822 — полковник граф Граббе, Павел Христофорович
- 19.03.1822 — 11.03.1826 — полковник Родзянко, Михаил Петрович
- 11.03.1826 — 06.12.1833 — подполковник (с 02.10.1827 полковник) Клодт, Андрей Родионович
- 06.12.1833 — 21.03.1840 — полковник (с 30.08.1839 генерал-майор) Антонов, Илларион Андреевич
- 21.03.1840 — 31.05.1845 — полковник Мельников, Алексей Петрович
- 05.06.1845 — 02.06.1851 — полковник Войнилович, Казимир Францевич
- 02.06.1851 — 15.01.1859 — полковник (с 27.03.1855 генерал-майор) Типольдт, Александр Карлович
- до 01.04.1859 — 25.06.1865 — полковник барон Медем, Роман Петрович
- 25.06.1865 — 27.03.1866 — флигель-адъютант полковник Эссен, Александр Антонович
- 27.03.1866 — 15.10.1870 — флигель-адъютант полковник Амбразанцев-Нечаев, Алексей Сергеевич
- 15.10.1870 — 10.09.1877 — полковник Бороздин, Георгий Александрович
- 10.09.1877 — 14.07.1883 — флигель-адъютант полковник граф Пащенко-Развадовский, Владимир Львович
- 14.07.1883 — 16.07.1891 — полковник Грессер, Евгений Петрович
- 24.07.1891 — 29.10.1892 — полковник Яннау, Александр Мартынович
- 21.11.1892 — 06.05.1894 — полковник Чичагов, Николай Михайлович
- 13.05.1894 — 26.05.1897 — флигель-адъютант полковник Крыжановский, Николай Николаевич
- 21.06.1897 — 20.07.1901 — полковник Владиславлевич, Леонид Николаевич
- 20.07.1901 — 25.05.1903 — полковник Раух, Георгий Оттонович
- 02.07.1903 — 31.07.1909 — полковник Савойский, Николай Васильевич
- 07.08.1909 — 31.12.1913 — полковник Каяндер, Евгений Фёдорович
- 23.01.1914 — 18.05.1915 — полковник Устимович, Юрий Константинович
- 10.11.1915 — 17.01.1916 — полковник Романов, Фёдор Николаевич
- 27.01.1916 — 14.04.1917 — полковник Пулевич, Вениамин Михайлович
- 07.06.1917 — хх.хх.1917 — полковник Моритц, Павел Фёдорович
- хх.09.1917 — 08.10.1918 — полковник Омельянович-Павленко, Иван Владимирович

## Шефы полка
- 14.03.1807 — 15.08.1813 — генерал-майор Мелиссино, Алексей Петрович
- 18.08.1813 — 07.01.1814 — генерал-майор Давыдов, Евграф Владимирович
- 07.01.1814 — 01.09.1814 — генерал-майор Трощинский, Иван Ефимович
- 28.05.1838 — 11.11.1851 — Эрнст Август I, король Ганновера
- 15.09.1853 — 21.05.1896 — Карл Людвиг, эрцгерцог Австрийский
- 15.04.1897 — 30.10.1906 — Оттон, эрцгерцог Австрийский

## Известные люди, служившие в полку
- Вайнерх-Вайнярх, Дмитрий Ананьевич, прапорщик (1917)
- Задонский, Георгий Алексеевич
- Келлер, Александр Андреевич
- Келлер, Фёдор Артурович, граф
- Самсонов, Александр Васильевич
- Хайме де Бурбон — испанский инфант, карлистский претендент на испанский престол и легитимистский — на французский
- Чернецкий, Исаак Исаевич, капельмейстер
- Чернецкий, Семён Александрович, капельмейстер

## Знаки различия

### Oфицеры
| Описание                    | Знаки различия по состоянию на 1908-1917 гг. | Знаки различия по состоянию на 1908-1917 гг. | Знаки различия по состоянию на 1908-1917 гг. | Знаки различия по состоянию на 1908-1917 гг. | Знаки различия по состоянию на 1908-1917 гг. | Знаки различия по состоянию на 1908-1917 гг. |
| --------------------------- | -------------------------------------------- | -------------------------------------------- | -------------------------------------------- | -------------------------------------------- | -------------------------------------------- | -------------------------------------------- |
| Шнуры наплечные на доломане |                                              |                                              |                                              |                                              |                                              |                                              |
| Чин / звание                | Полковник                                    | Подполко́вник                                 | Ротмистр                                     | Штабс-ротмистр                               | Пору́чик                                      | Корнет                                       |
| Группа                      | Штаб-офицеры                                 | Штаб-офицеры                                 | Обер-офицеры                                 | Обер-офицеры                                 | Обер-офицеры                                 | Обер-офицеры                                 |

### Унтер-офицер и  Рядовые

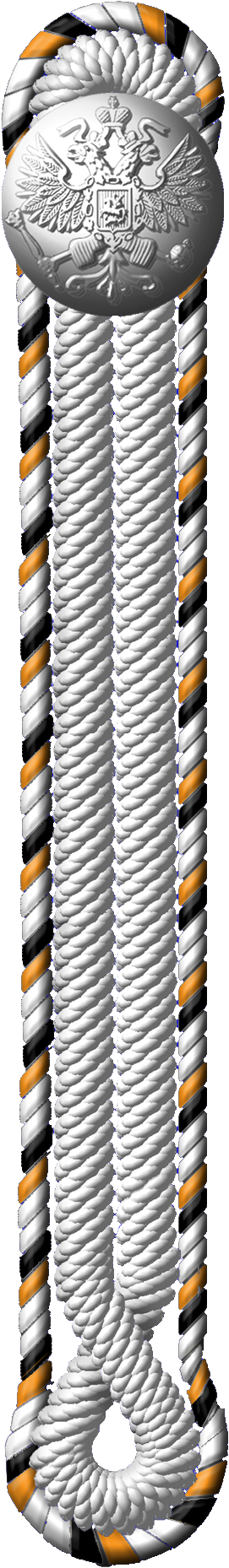
Гусар на правах вольно- определяющегося (1908—1917 гг.)

| Описание                    | Знаки различия по состоянию на 1908-1917 г. | Знаки различия по состоянию на 1908-1917 г. | Знаки различия по состоянию на 1908-1917 г. | Знаки различия по состоянию на 1908-1917 г. | Знаки различия по состоянию на 1908-1917 г. | Знаки различия по состоянию на 1908-1917 г. |
| --------------------------- | ------------------------------------------- | ------------------------------------------- | ------------------------------------------- | ------------------------------------------- | ------------------------------------------- | ------------------------------------------- |
| Шнуры наплечные на доломане |                                             |                                             |                                             |                                             |                                             |                                             |
| Воинское звание             | Подпрапорщик                                | Вахмистр                                    | Старший Унтер-офицер                        | Младший Унтер-офицер                        | Ефрейтор                                    | Гусар                                       |
| Группа                      | Унтер-офицеры                               | Унтер-офицеры                               | Унтер-офицеры                               | Унтер-офицеры                               | Рядовые                                     | Рядовые                                     |

Другoй погон
- Гусар на правах 
вольно- 
определяющегося
(1908—1917 гг.)